# Gacrux
Gacrux (gamma Crucis) is een heldere ster in het sterrenbeeld Zuiderkruis (Crux). De ster heeft ongeveer 30% meer massa dan de Zon, maar heeft een straal die 84 keer zo groot is als de Zon.

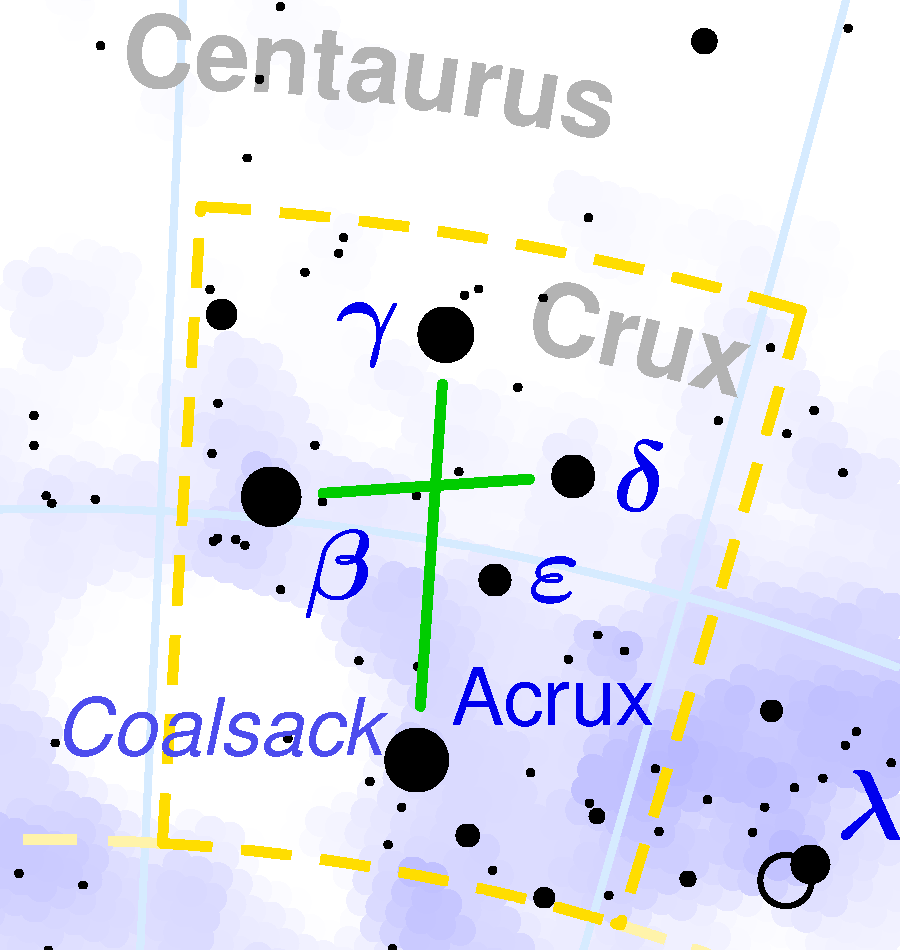
Kaart van het sterrenbeeld Zuiderkruis (Crux)

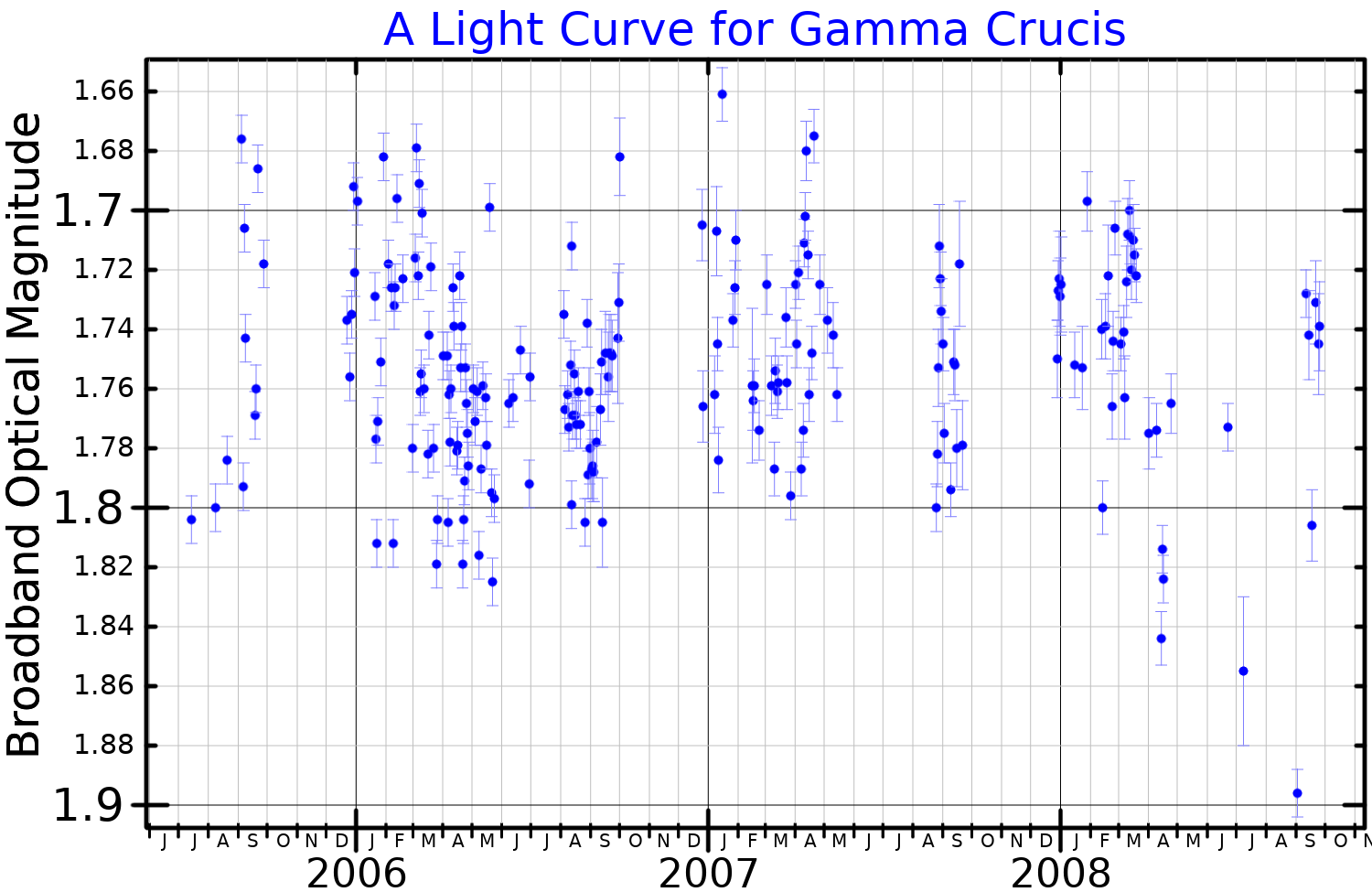
Lichtkromme van Gacrux